# Sinocalliopteryx
Sinocalliopteryx („Čínské krásné křídlo“) byl dravým kompsognatidním dinosaurem, který žil před asi 130 miliony let v oblasti Liao-ning (severovýchodní Čína). Sinocalliopteryx byl s délkou 2,4 metru a hmotností kolem 20 kilogramů až do objevení devítimetrového tyrannosauroida rodu Yutyrannus největším dinosaurem s dochovaným pernatým pokryvem těla je také největším příslušníkem čeledi Compsognathidae (odtud také získal druhový název „gigas“). Větším „opeřeným“ dinosaurem mohl být jen Gigantoraptor erlianensis u kterého se opeření sice nedochovalo, ale s velkou pravděpodobností opeřený byl.

## Paleobiologie
Tento dinosaurus byl dravcem, který pravděpodobně lovil menší obratlovce včetně malých dinosaurů (čemuž nasvědčuje noha dromeosaura, objevená v oblasti jeho žaludku). Velikost tohoto teropoda nasvědčuje tomu, že i drobní kompsognatidi směřovali evolucí ke zvětšování rozměrů.
Pera tohoto dinosaura jsou dlouhá až 10 cm a jsou důkazem toho, že opeření bylo charakteristické pro poměrně širokou základnu dravých dinosaurů. Sinocalliopteryx je 15. rodem s dochovaným pernatým pokryvem těla (viz opeření dinosauři).